# Bożena Michalik
Bożena Michalik (ur. 9 października 1907 w Przemyślu, zm. 1995 we Wrocławiu) – polska artystka fotograf uhonorowana tytułami honorowymi Artiste FIAP (AFIAP) oraz Excellence FIAP (EFIAP).

## Działalność artystyczna
Członkini Lwowskiego Towarzystwa Fotograficznego, współzałożycielka Wrocławskiego Towarzystwa Fotograficznego (obecnie Dolnośląskie Stowarzyszenie Artystów Fotografików i Twórców Audiowizualnych). Otrzymała tytuł członka honorowego Związku Polskich Artystów Fotografików. Otrzymała tytuły honorowe Międzynarodowej Federacji Sztuki Fotograficznej FIAP – w 1958 Artiste FIAP (AFIAP) oraz w 1972 Excellence FIAP (EFIAP). Początkowo działała we Lwowie, gdzie związana była z Lwowskim Towarzystwem Fotograficznym. Po II wojnie światowej mieszkała we Wrocławiu. W 1947 roku została współzałożycielką Wrocławskiego Towarzystwa Fotograficznego, a w 1957 – wraz z Wadimem Jurkiewiczem, Zbigniewem Staniewskim i Edmundem Witeckim – grupy twórczej „Podwórko”. Prowadziła zajęcia dydaktyczne z fotografii.
Jej twórczość ewoluowała od okresu wpływów piktorializmu (lata 30. XX wieku) poprzez mikro i makrofotografie oraz abstrakcje w latach 50. XX wieku aż po fotografię kreacyjną. Stworzyła nową technikę fotograficzną zwaną „inwersją”.

## Wystawy indywidualne
- Fotografika – Galeria ZPAF, Wrocław (1959)
- Fotografika – Wrocław (1974, 1975)

## Wystawy zbiorowe (wybór)
- Festiwal Sztuk Plastycznych (wyróżnienie) – Sopot (1949)
- Doroczna Wystaw PTF (I nagroda) – Wrocław (1949)
- Szlakiem Chopina (I nagroda) – Wrocław (1953)
- Okręgowa Wystawa ZPAF Foto 70 – Wrocław (1970)
- Retrospektywna Wystawa Fotografii Dolnośląskiego Towarzystwa Fotograficznego – Wrocław (1973)

## Nagrody i odznaczenia
- Złoty Krzyż Zasługi
- Medal 150-lecia Fotografii (1989)
- Odznaka „Budowniczy Wrocławia” (1970)
- Dyplom „Za popularyzację fotografii wśród pracowników Pafawag” (1971)
- Dyplom „Za aktywny udział w krzewieniu kultury Pafawag” (1972)
- Dyplom Honorowy Dolnośląskiego Towarzystwa Fotograficznego (1973)
- Stypendium Artystyczne Ministerstwa Kultury i Sztuki (1949)
- Stypendium Artystyczne Wojewody Wrocławskiego (1959)

## Albumy fotograficzne
- Roślinność w okresie kiełkowania (1950)
- Nadżerki owadów (1953)